# PRAM模型
PRAM（英語：Parallel Random Access Machine）模型是单指令流多数据流（SIMD）并行机中的一种具有共享存储的模型。

## 基本定义
它假设有对其容量大小没有限制的一个共享存储器，并且有多个功能相同的处理器，在任意时刻处理器可以访问共享存储单元。根据是否可以同时读写，它又分为以下三类：PRAM-EREW，PRAM-CREW，PRAM-CRCW（其中C代表Concurrent，意为允许并发操作，E-代表Exclusive，意味排斥并发操作）。在PRAM中有一个同步时钟，所有的操作都是同步进行的。

## 缺点与优点
缺点：首先这只是模型，容量大小没有限制的存储器是不存在的，而且由于各方面的原因，全局访存通常要比预想的慢。其次，他忽略了通信带宽的影响。
优点：这个模型结构简单，便于进行理论分析。

## 变体
具有局部存储器的PRAM模型称作LPRAM模型，具有异步时钟的PRAM模型称作APRAM模型。